# صدفية
الصدفية (باللاتينية: Psoriasis)، مرض مناعي ذاتي طويل الأمد، يتميّز ببقع غير طبيعية في الجلد. عادةً ما تكون بقع الجلد هذه حمامى أو جفاف في الجلد أو حكة وتقشّر. بالنسبة للأشخاص ذوي البشرة الداكنة، يكون لون البقع أرجواني. تتراوح الصدفية من حيث الشدة بين بقع صغيرة موضعية إلى بقع تغطي الجسم بأكمله. يمكن أن تؤدي إصابة الجلد إلى حدوث تغيرات في الجلد في البقع المصابة، وتعرف هذه بظاهرة كوبنر.
ثمة خمسة أنواع رئيسية للصدفية: الصدفية اللويحية، صدفية الثنيات، الصدفية القطروية، الصدفية البثرية، التهاب المفاصل الصدفي. تشكّل الصدفية اللويحية، وتعرف أيضاً باسم الصدفية الشائعة، نحو 90% من الحالات. وتتمثّل بوجود بقع حمراء ذات قشور بيضاء في الأعلى. أما أكثر مناطق الجسم تأثراً بها هي الجزء الخلفي من الساعدين والساقين ومنطقة السرة وفروة الرأس. أما الصدفية القطروية فشكلها كالقطرات. تظهر الصدفية بشكل بثور صغيرة مليئة بالقيح غير معدية. تشكل صدفية الثنيات بقعاً حمراء في ثنايا الجلد. تحدث الصدفية المحمِّرة للجلد عندما ينتشر الطفح انتشارًا مفرطًا وقد تتطور من أي نوع من أنواع الصدفية. تصاب الأظافر وأظافر القدمين عند معظم المصابين بالصدفية في وقت ما خلال فترة الإصابة. وقد يتضمن هذا حدوث تجويف تحت الأظافر أو تغييرا في لون الظفر.
بشكلٍ عام، يُعتقد بأن الصدفية هي اضطراب جيني تحفّزه العوامل البيئية. بيّنت الدراسات التي أُجريت على التوائم أن التوائم المتطابقة عرضة للإصابة بالصدفية أكثر بثلاثة أضعاف مقارنة بالتوائم غير المتطابقة. وهذا يدل على أن العوامل الوراثية تهيئ لمرض الصدفية. تزداد الأعراض سوءاً أثناء فصل الشتاء وبتناول بعض الأدوية، مثل محصرات بيتا أو الأدوية اللاستيرويدية المضادة للالتهاب. أيضًا تلعب العدوى بأمراض أخرى إضافة إلى التوتر دوراً في حدوث المرض. الصدفية بدورها ليست مرضاً معدياً. تتضمن الآلية الأساسية تفاعلاً بين الجهاز المناعي والخلايا الكيراتينية. يعتمد التشخيص عادةً على العلامات والأعراض.
لا علاج فعلي لمرض الصدفية، لكن تساعد العلاجات المختلفة في السيطرة على الأعراض. تتضمن هذه العلاجات كريمات كورتيكوستيرويد وكوليكالسيفيرول، وأدوية كبت المناعة مثل ميثوتركسيت والأشعة فوق البنفسجية. يمكن علاج نحو 75% من الحالات باستخدام الكريمات وحدها. يؤثر المرض على نحو 2%-4% من سكان العالم. يتأثر الرجال والنساء بالصدفية بنفس النسب قد يبدأ المرض في أي عمر، لكنه يبدأ عادةً في مرحلة البلوغ. ترتبط الصدفية بزيادة خطر بالتهاب المفاصل الصدفي، واللمفوما وأمراض القلب الوعائية وداء كرون والاكتئاب. يؤثر التهاب المفاصل الصدفي على نحو 30% من الأفراد المصابين بالصدفية.

## العلامات والأعراض

### الصدفية اللويحية
الصدفية الشائعة (وتعرف أيضاً بالصدفية المزمنة أو الصدفية-شبيهة-اللويحات) هي الشكل الأكثر شيوعاً، وهي حالة نحو 85%-90% من مرضى الصدفية. تظهر الصدفية اللويحية عادةً على شكل مناطق مرتفعة من الجلد الملتهب مغطاة بجلد متقشر أبيض فضي. تسمّى هذه المناطق باللويحات وتكون أكثر شيوعاً في المرفقين والركبتين وفروة الرأس والظهر. يتضمن احمرار الجلد الصدفي (صدفية محمرة للجلد) ظهور التهاب واسع النطاق وتقشّر معظم سطح الجسم. وقد يصاحبه جفاف شديد وحكة وتورم وألم. غالباً ما ينتج ذلك عن تفاقم الصدفية اللويحية بشكلٍ مستقر، لا سيما بعد انسحاب الهرمونات القشرية السكرية الجهازي المفاجئ. يمكن أن يكون هذا النوع من الصدفية قاتلاً وذلك لأن الالتهاب الشديد والتقشّر يعطّل قدرة الجسم على التنظيم الحراري وأداء وظائف الحماية.

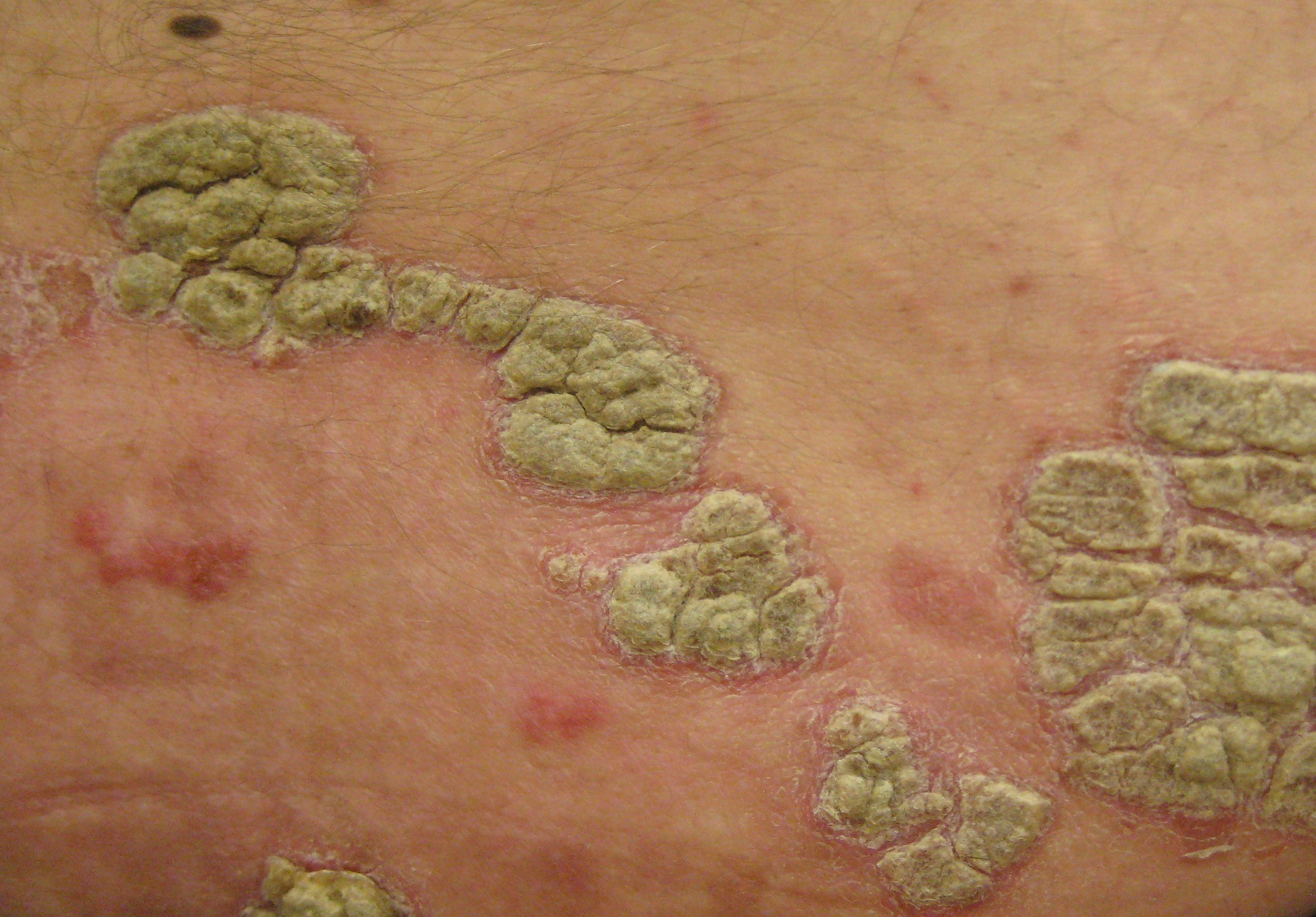
لويحات صدفية
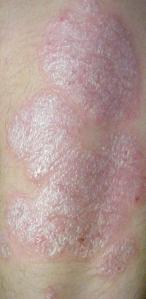
جلد مصاب بالصدفية
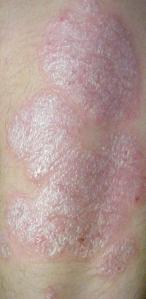
ذراع شخص مغطاة بالصدفية اللويحية
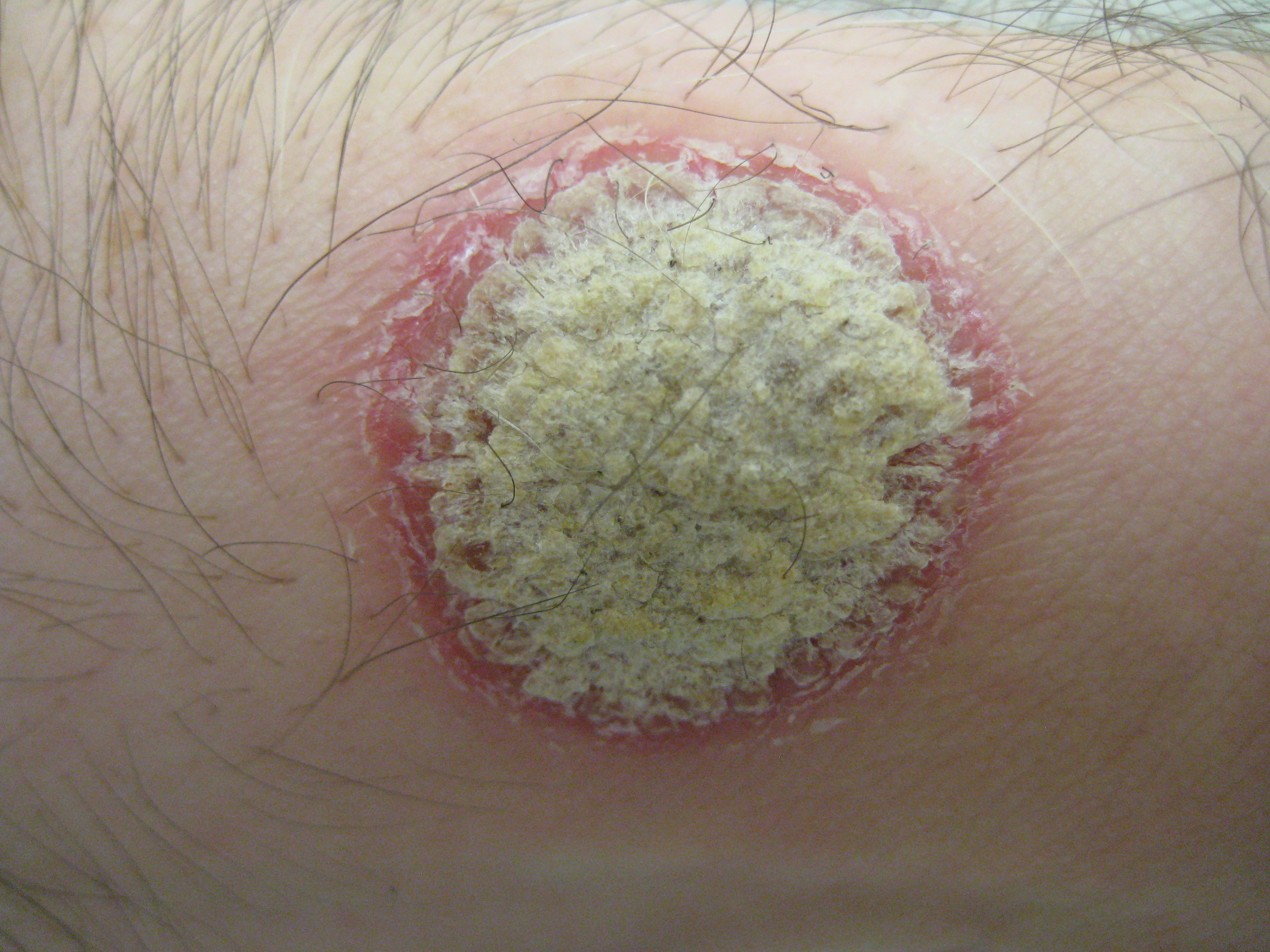
لويحة صدفية، تُظهر المركز بلون فضي محاطاً بحدود حمراء
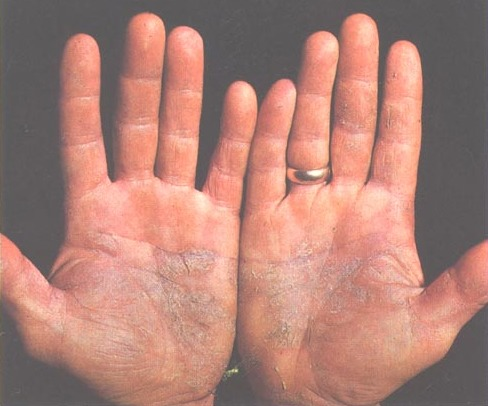
صدفية الكفين

### أشكال أخرى
ثمة أنواع إضافية من الصدفية تشكّل نحو 10% من الحالات. وتتضمن هذه الأنواع الأشكال البثرية، والحِفاظية، والعكسية (صدفية الثنيات)، والغرينية، والفموية والأشكال الشبيهة بالزهم.

#### الصدفية البثرية

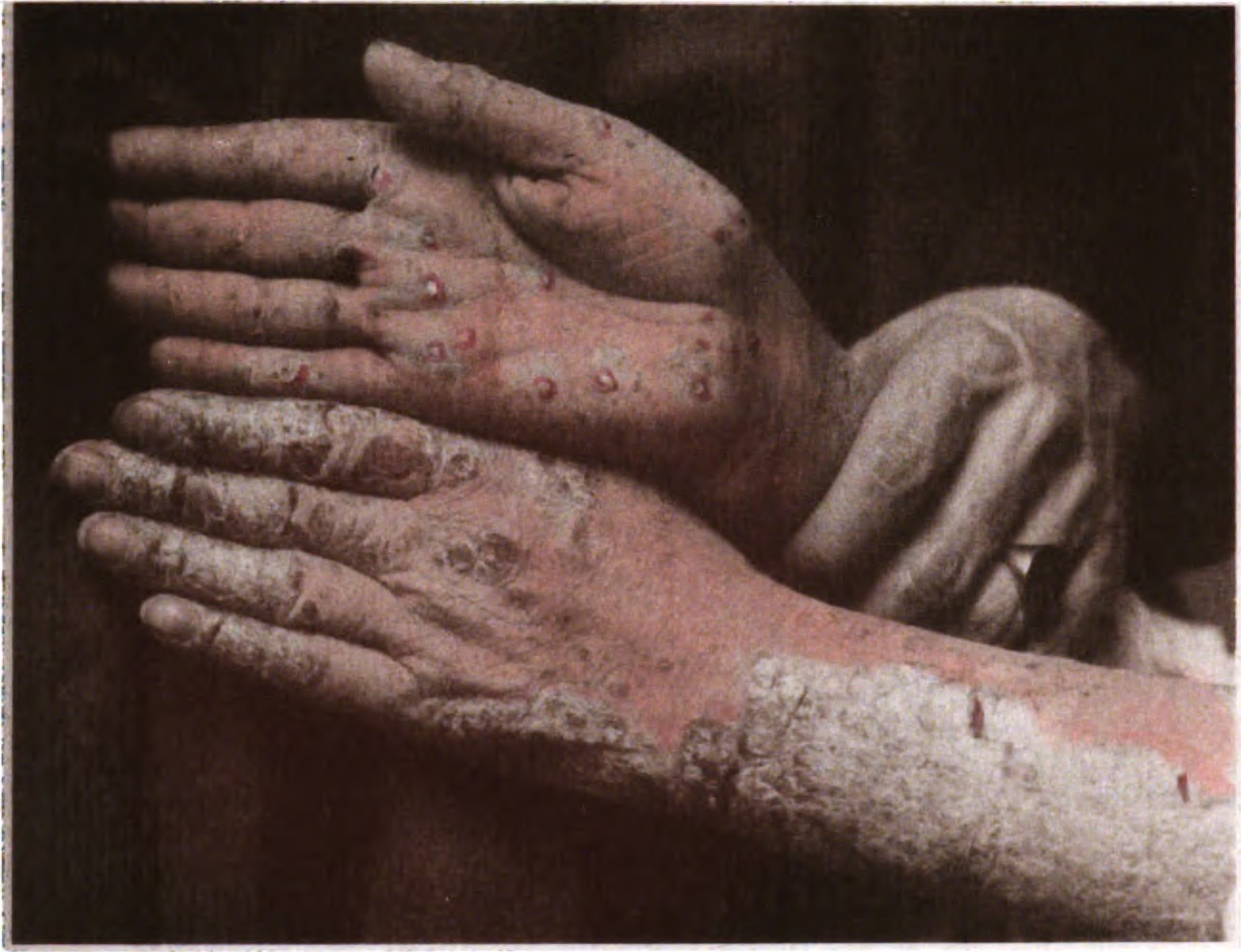
صدفية بثرية شديدة.

تظهر الصدفية البثرية ككدمات مرتفعة عن سطح الجلد وتكون مليئة بالصديد (مرض جلدي). يكون الجلد تحت البثرات وحولها أحمر اللون وليّناً.

#### صدفية الثنيات
تظهر صدفية الثنيات (أو الصدفية الثنيوية) على شكل بقعٍ ملساء ملتهبة. وتؤثر عادةً في المناطق ذات الطيّات الجلدية، تحديداً حول الأعضاء الجنسية (بين الفخذ والأربية)، وفي منطقة الإبطين وفي ثنيات الجلد على البطن لدى زائدي الوزن وبين الأرداف وتحت الثديين. ويعتقد بأن الحرارة والصدمات والإصابة بعدوى تلعب دوراً في تطوّر هذا الشكل غير الشائع من الصدفية.

#### الصدفية القطروية
تتميز الصدفية القطروية بظهور بعض الآفات الصغيرة المتقشرة ذات اللون الأحمر أو الوردي، تشبه القطيرات (حطاطات). تظهر هذه البقع العديدة على العديد من مناطق الجسم خاصة الجذع، وتظهر أيضاً على الأطراف وفروة الرأس. غالباً ما ينجم الصدفية القطروية عن العدوى بالعقدية المقيحة خاصةً التهاب البلعوم العقدي. وعكس ذلك غير صحيح.

#### الصدفية الحفاضية
الصدفية الحفاظية هو نوع فرعي من الصدفية الشائعة، يحدث لدى الأطفال الرضّع، حيث تتميز بظهور حُطاطات حمراء مع قشرة فضية اللون في منطقة الحفاضات، وقد تمتد إلى الجذع أو الأطراف. ويتسم بأنه طفح الحفاض (طفح جلدي في منطقة الحفاض).

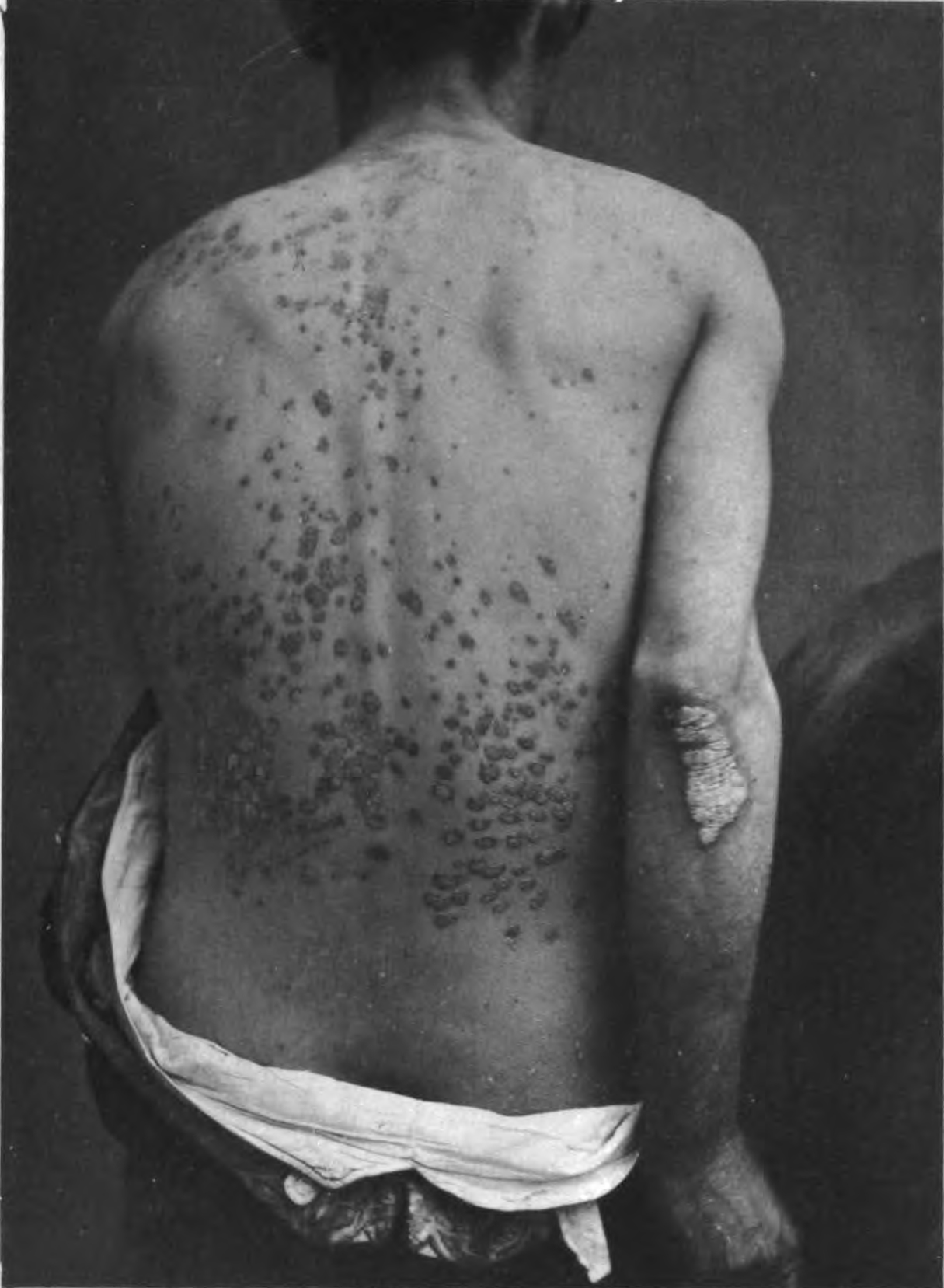
مثال على الصدفية القطروية

### الفم
صدفية الفم نادرة، على نقيض الحزاز المسطح، وهو اضطراب حليمي شائعٌ آخر، يصيب الجلد والفم. عندما تصيب الصدفية الغشاء المخاطي للفم (أي بطانة الفم)، فقد تكون بدون أعراض، لكن قد تظهر كلويحات بيضاء أو رمادية صفراء. اللسان المشقق هو العرض الأكثر شيوعً عند المصابين بالصدفية الفموية، ويحدث عند نحو 6.5-20% من المصابين بالصدفية التي تصيب الجلد. يكون المظهر المجهري للغشاء المخروطي للفم المتاثر باللسان الجغرافي (التهاب الفم المهاجر) شبيه إلى حدٍ بعيد بمظهر الصدفية. لكن، فشلت الدراسات الحديثة في إظهار الصلة بين الحالتين.

#### الصدفية شبيهة بالمثية
الصدفية شبيهة بالمثية هي شكل شائع من أشكال الصدفية بنفس المظاهر السريرية للصدفية والتهاب الجلد الدهني، وقد يصعب التمييز بينها وبين التهاب الجلد الدهني. يظهر هذا الشكل من أشكال الصدفية على شكل لويحات حمراء ذات قشور دهنية تظهر في المناطق ذات الغدد الدهنية الكثيفة، كفروة الرأس والجبهة والطية الأنفية (الطيات الجلدية بجانب الأنف، والجلد المحيط بالفم، وجلد الصدر فوق عظم القص والطيات الجلدية الأخرى.

### التهاب المفاصل الصدافي
التهاب المفصل في الصدفية هو شكل من أشكال التهاب المفاصل المزمنة، التي أعراضها السريرية متغيرة للغاية وترتبط غالباً بالصدفية الجلدية وصدفية الأظافر. تشتمل عادةً على التهاب مؤلم في المفاصل والتهاب الغشاء الزلالي، ويمكن أن يحدث في أي مفصل، لكنه الحالة الأكثر شيوعاً تؤثر على مفاصل الأصابع وأصابع القدمين. كما يمكن أن يؤدي إلى تورم الأصابع وأصابع القدمين بما يعرف التهاب الأصابع. يمكن أن يؤثر التهاب المفاصل الصدفي أيضاً على الوركين والركبتين والعمود الفقري (التهاب الفقار والتهاب المفصل العجزي الحرقفي)). تتطور لدى نحو 30% من الأفراد المصابين بالصدفية حالة التهاب المفاصل الصدفي. تميل المظاهر الجلدية للصدفية للحدوث قبل ظهور مظاهر التهاب المفاصل في نحو 75% من الحالات.

### تغيّرات الأظافر
الصدفية التي يمكن أن تؤثر على الأظافر تنتج مجموعة متنوعة من التغييرات على مظهر الأظافر أصابع اليدين والقدمين. تحدث الصدفية في الأظافر عند نحو 40-45% من الأشخاص المصابين بصدفية الجلد، وتحدث لدى 80-90% من الأشخاص المصابين بالتهاب المفاصل الصدفي. تتضمن هذه التغيرات تنقّر الأظافر (تظهر نقر بحجم رأس الدبوس في الظفر لدى 70% من حالات صدفية الأظافر)، وابيضاض الأظافر والنزف الشظوي، وتلون الأظافر باللون الأصفر-الأحمر المعروف ببقع الزيت أو بقعة السلمون، والجفاف وسماكة الجلد تحت الظفر (فرط التقرّن تحت الجلد) وانفكاك الظفر وتفتته.

### العلامات الطبية
إضافة إلى مظهر وانتشار الطفح الجلدي وتوزّعه، يمكن أن يرجع الأطباء لعلامات طبية محددة للمساعدة في التشخيص. قد تشمل هذه العلامات علامة أوسبتز (نزف شديد عند إزالة القشور) أو ظاهرة كوبنر (آفات الجلد الصدفية الناجمة عن الرضوض)، والحكة والألم المتمركز في الحطاطات واللويحات.

## الأسباب
أسباب الصدفية غير مفهومة تماماً، لكن عن أسبابها عدةُ نظريات.

### الوراثة
نحو ثلث المصابين بالصدفية لديهم تاريخ عائلي للمرض؛ وقد حدّد الباحثون الموقع الصبغيي الوراثي المرتبط بهذه الحالة. تشير الدراسات التي تُجرى على التوائم إلى أن نسبة إصابة أحد التوأمين بالصدفية إذا كان التوأم الآخر مصاباً  تبلغ  70%. أما نسبة فرصة الإصابة لدى التوائم غير المتطابقة فتبلغ 20%. تشير هذه النتائج إلى أن القابلية الوراثية والاستجابة البيئية من العوامل التي تؤثر في تطوير الصدفية.
للصدفية مكون وراثي قوي، ترتبط بها العديد من الجينات، لكن ليس من الواضح للآن كيف تعمل هذه الجينات معاً. معظم الجينات التي حُدّدت تتعلق بالجهاز المناعي، تحديداً معقد التوافق النسيجي الكبير والخلية التائية. الدراسات الوراثية ذات قيمة نظراً لقدرتها على تحديد الآليات الجزيئية والمسارات لإجراء المزيد من الدراسات ولدراسة الأدوية المحتملة المستهدفة.
حدد الارتباط الجيني تسعة مواضع على صبغيات مختلفة ترتبط بالصدفية. تعرف هذه المواضع بقابلية الصدفية 1 إلى 9 (PSOR1 إلى PSORS9). توجد ضمن هذه المواضع جينات لها علاقة بمسارات تسبب الالتهاب. ثمة طفرات مختلفة معينة موجودة في هذه الجينات. حدّدت مسوحات الجينيوم واسعة النطاق جينات أخرى تبدّلت إلى متغيرات مميزة في الصدفية. تعبّر بعض هذه الجينات عن بروتينات الإشارات الالتهابية التي تؤثر على الخلايا في الجهاز المناعي التي ترتبط أيضاً بالصدفية. وتشارك بعض هذه الجينات أيضاً في أمراض المناعة الذاتية الأخرى.
المحدد الرئيسي هو الموضع PSORS1، إذ ربما يمثل 35%-50% من مورثات الصدفية. فهو يتحكم بالجينات التي تؤثر على الجهاز المناعي أو تشفير بروتينات الجلد المفرطة في الصدفية. يقع هذا الموضع في الصبغي 6 في معقد التوافق النسيجي الكبير، الذي يتحكم في الوظائف المناعية المهمة.
ثمة جينان رئيسيان في جهاز المناعة قيد الاختبار وهما الوحدة الفرعية بيتا للإنترليوكين-12  (IL12B) على الصبغي 5، والذي يعبر عن إنترليوكين-B12، والجين IL23R على الصبغي 1 الذي يعبر عن المستقبل إنترليوكين-23، وله علاقة بتمايز الخلايا التائية. يرتبط المستقبل إنترليوكين-23 والوحدة الفرعية IL12B بقوة بالصدفية. تشارك الخلايا التائية في العملية الالتهابية التي تسبب الصدفية. توجد هذه الجينات على المسار الذي ينظم عامل نخر الورم ألفا والعامل النووي κB، وهما جينان يرتبطان بالالتهاب. حُدّد مؤخراً أول جين يرتبط مباشرةً بمرض الصدفية. إن حدوث طفرة نادرة في الجين المشفر لبروتين CARD14 بالإضافة إلى محفز بيئي أمران كافيان للتسبب بصدفية بلاك (وهي أكثر أشكال الصدفية شيوعاً).

### نمط الحياة
تشمل الحالات المُبلّغ عنها التي تزيد من تفاقم الصدفية: الالتهابات المزمنة والإجهاد والتغييرات الموسمية والمناخية. من الأمور الأخرى التي تفاقم الحالة: الماء الساخن، آفات الجلد الصدفية المخدرة، جفاف الجلد، الاستهلاك المفرط للكحول، التدخين، السمنة.

### فيروس نقص المناعة البشرية
معدل الإصابة بالصدفية لدى الأفراد المصابين بفيروس العوز المناعي البشري مماثل لمعدل إصابة الأفراد غير المصابين، لكن تكون الصدفية لدى الأشخاص المصابين بهذا الفيروس أكثر حدة. تحدث الإصابة بالتهاب المفاصل الصدفي بمعدل أكبر لدى المصابين بفيروس نقص المناعة البشرية المصابين بالصدفية مقارنةً بالأشخاص غير المصابين بالعدوى. تتميز الاستجابة المناعية لدى المصابين بفيروس نقص المناعة البشرية بوجود إشارات خلوية من المجموعة الفرعية 2 للخلايا التائية المساعدة +CD4، في حين تتميز الاستجابة المناعية في الصدفية الشائعة بنمط من الإشارات الخلوية الخاصة بالمجموعة الفرعية 1 للخلايا التائية المساعدة +CD4 وكذلك خلايا تي المساعدة Th17. من المفترض أن تضاؤل وجود الخلايا التائية +CD4 يسبب تنشيطا زائدا للخلايا التائية +CD8 وهو الأمر الذي يؤدي إلى تفاقم الصدفية لدى المصابين بفيروس نقص المناعة البشرية. غالباً ما تكون الصدفية لدى هؤلاء المصابين شديدة، وقد لا يمكن علاجها بالعلاجات التقليدية. بالنسبة للمصابين الذين يعانون من الصدفية على المدى الطويل، والتي يمكن السيطرة عليها جيداً، يمكن أن تؤدي الإصابة بفيروس نقص المناعة إلى حدوث إصابة شديدة بالصدفية و\أو التهاب المفاصل الصدفي.

### الميكروبات
وُصف بأن الصدفية تحدث بعد الإصابة بالتهاب البلعوم العقدي، وقد تتفاقم بسبب إصابة الجلد أو القناة الهضمية بميكروبات المكورة العنقودية الذهبية، والملاسيزية، والمبيضة البيضاء

### الأدوية
قد تحدث الصدفية المستحثّة بالعقاقير بسبب محصرات بيتا، أو الليثيوم، أو مضادات الملاريا، أو الأدوية اللاستيرويدية المضادة للالتهابات، أو التيربينافين، أو حاصرات قنوات الكالسيوم، أو كابتوبريل، أو غليبنكلاميد، أو عامل تحفيز مستعمرات الخلايا المحببة، أو الإنترلوكينات، أو الإنترفيرونات، أو أدوية تخفيض شحميات الدم،:197 والمفارفة أنها قد تحدث أيضاً بسبب مثبط عامل نخر الورم مثل إنفليكسيماب أو أداليموماب. يمكن أن يؤدي انسحاب الكورتيكوستيرويدات (كريم الستيرويد الموضعي) إلى تفاقم الصدفية بسبب التأثير المرتدّ.

## الآلية
تتميّز الصدفية بنمو مفرط وسريع غير طبيعي على البشرة. ينتج النمو غير الطبيعي لخلايا الجلد (خاصةً خلال التئام الجروح والوفرة المفرطة لهذه الخلايا من تسلسل الأحداث المَرَضية في الصدفية. تُستبدل خلايا الجلد كل 3-5 أيام في حالات الصدفية، في حين أن المعدل الطبيعي يكون كل 28-30 يوماً.  يُعتقد أن هذه التغييرات تنتج عن نضوج الخلايا الكيراتينية قبل أوانها بسبب سلسلة من الالتهابات التي تحدث في طبقة الأدمة بما في ذلك الخلايا المتغصنة، والخلايا البلعمية والخلايا التائية (ثلاثة أنواع فرعية من خلايا الدم البيضاء). تنتقل هذه الخلايا المناعية من طبقة الأدمة إلى طبقة البشرة وتفرز إشارات التهابية كيميائية (سيتوكينات) مثل IL36G، عامل نخر الورم ألفا، إنترلوكين 1، إنترلوكين 6، إنترلوكين-22.  يُعتقد أن هذه الإشارات الالتهابية المفرزة تحفّز الخلايا القرنية لتتكاثر. تفيد إحدى النظريات أن الصدفية تنطوي على وجود عيب في خلايا تي التنظيمية، وفي السيتوكين التنظيمي إنترلوكين-10.
جرى التعرّف على الطفرة الوراثية (الجينية) للبروتينات المشاركة في قدرة الجسم على العمل حاجزًا بأنها علامات على قابلية تطوّر الصدفية.
يعمل الحمض النووي الريبوزي منقوص الإكسجين المنبعث من الخلايا الميتة كحافز التهابي في الصدفية ويحفّز المستقبلات في بعض الخلايا المتغصنة، التي تنتج بدورها السيتوكين إنترفيرون-ألفا.  استجابةً لهذه الرسائل الكيميائية المنبعثة من الخلايا المتغصنة والخلايا التائية، تفرز الخلايا الكيراتينية أيضاً سيتوكينات مثل إنترلوكين-1، وإنترلوكين-6، وعامل نخر الورم ألفا، وهذا يشير إلى وجود خلايا التهابية تحفّز تطوّر التهاب إضافي.
تجسّر الخلايا المتغصّنة بين المناعة الفطرية والجهاز المناعي التكيفي. وتزيد في حالة وجود الجروح الصدفية وتحث على تكاثر الخلايا التائية والخلايا التائية المساعِدة من النوع الأول (Th1). يمكن أن يقلل العلاج المناعي المستهدف والعلاج بالسورالين والعلاج بالأشعة فوق البنفسجية من عدد الخلايا المتغصنة ويحفز إفراز السيتوكين من الخلايا التائية المساعدة من النوع الثاني بدلاً من سيتوكين الخلايا التائية المساعدة من النوع الأول والخلايا التائية Th17. تنتقل خلايا تي الصدفية من الأدمة إلى البشرة وتفرز الإنتروفيرون-γ وإنترلوكين 17. من المعروف أن إنترلوكين-23 يحفز إنتاج أنترلوكين-17 وإنترلوكين-22. يعمل إنترلوكين-22 ضمن تركيبة مع إنترلوكين-17 على حثّ الخلايا الكيراتينية لإفراز سيتوكينات جاذبة للخلايا المتعادلة.

## التشخيص
يعتمد تشخيص مرض الصدفية عادةً على مظهر الجلد. فالجلد المصاب بالصدفية يتميز بكونه متقشّراً، ووجود اللويحات الحمامية والحطاطات والبقع الجلدية التي تكون مؤلمة مصاحبة للحكة. وفي التشخيص، لا يلزم إجراء اختبارات دم خاصة أو اتخاذ إجراءات تشخيصية معينة.
يتضمن التشخيص التفريقي للصدفية ملاحظة الحالات الجلدية المماثلة في المظهر مثل التهاب الجلد الدرهمي والتهاب الجلد الدهني والنخالية الوردية (إذ قد يُخلط بينها وبين الصدفية) والتهاب الظفر الفطري (وقد يُخلط بينه وبين صدفية الأظافر) واللمفوما الجلدية تائية الخلايا (50% من المصابين بهذا السرطان يشخّصون خطأ بأنهم مصابون بالصدفية) ويحتمل أيضاً الخلط بين الصدفية وبين المظاهر الجلدية المصاحبة للأمراض الجهازية مثل طفح الزُهري.
إن لم تكن نتيجة الفحص السريري مؤكدة، قد تؤخذ خزعة من الجلد (كشطة من الجلد) لاستبعاد الاضطرابات الجلدية الأخرى وتأكيد التشخيص. سيُظهر جلد الخزعة في الفحص المجهري وجود تعجرات (تداخل البشرة مع الأدمة). الشواك هو ميزة هيستولوجية أخرى تدل على وجود الصدفية غالباً ما لا تكون الطبقة الحبيبية للبشرة موجودة أو قد تكون ناقصة كثيرًا في حالة الصدفية؛ كما أن الخلايا الجلدية في الطبقة المتقرّنة تكون غير طبيعية ولا تكون ناضجة بالكامل. على عكس نظيراتها من الخلايا الناضجة، تحافظ هذه الخلايا السطحية على أنويتها. يمكن تصوّر اختراق الالتهابات للجلد في الفحص المجهري، وذلك عند فحص أنسجة الجلد وأنسجة المفاصل المصابة بالصدفية. فأنسجة طبقة البشرة المصابة بالتهاب الصدفية تحوي العديد من خلايا CD8+ T في حين أن سيطرة خلايا CD4+ T  تجعل الالتهاب يتغلغل في طبقة الجلد والمفاصل.

### التصنيف

#### من حيث المورفولوجيا
| نوع الصدفية                | رمز ICD-10 |
| -------------------------- | ---------- |
| صدفية شائعة                | L40.0      |
| صدفية بثرية متعممة         | L40.1      |
| التهاب جلد الأطراف المستمر | L40.2      |
| بثار الراحتين والأخمصين    | L40.3      |
| صدفية قطرية                | L40.4      |
| التهاب المفصل في الصدفية   | L40.50     |
| التهاب الفقار الصدفي       | L40.53     |
| صدفية الثنيات              | L40.8      |

تصنّف الصدفية على أنها اضطراب حطاطي وتُقسم إلى فئات مختلفة حسب الخصائص النسيجية. تتضمن هذه الخصائص الصدفية اللويحية، والصدفية البثرية، والصدفية القطرية، وصدفية الثنيات. لكل نوع من هذه الأنواع رمز مخصص من المراجعة العاشرة للتصنيف الدولي للأمراض. كما يمكن تصنيف الصدفية إلى أنواع غير مرضية وأمراض جلدية.

#### من حيث الإمراض
ثمة نظام تصنيفي آخر يأخذ بعين الاعتبار العوامل الوراثية والديمغرافية. النوع الأول يكون فيه التاريخ العائلي إيجابي، يبدأ قبل سن الأربعين، ويرتبط بمستضد الكريات البيضاء البشرية، وHLA-Cw6. على عكس ذلك، لا يُظهر النوع الثاني تاريخاً عائلياً، بل يظهر بعد سن الأربعين، ولا يرتبط بـ HLA-Cw6. يمثّل النوع الأول نحو 75% من المصابين بالصدفية.
أثار تصنيف الصدفية كمرضٍ مناعيٍ ذاتي نقاشات كبيرة. فقد اقترح الباحثون وصفاً مختلفاً لمرض الصدفية والتهاب المفاصل الصدفي؛ فقد صنّفها بعضهم على أنها من أمراض المناعة الذاتية في حين صنّفها آخرون على أنها متميّزة عن أمراض المناعة الذاتية، بل صنفوها على أنها أمراض التهابية ناتجة عن اضطراب المناعة.

#### من حيث الوخامة (الشدّة)

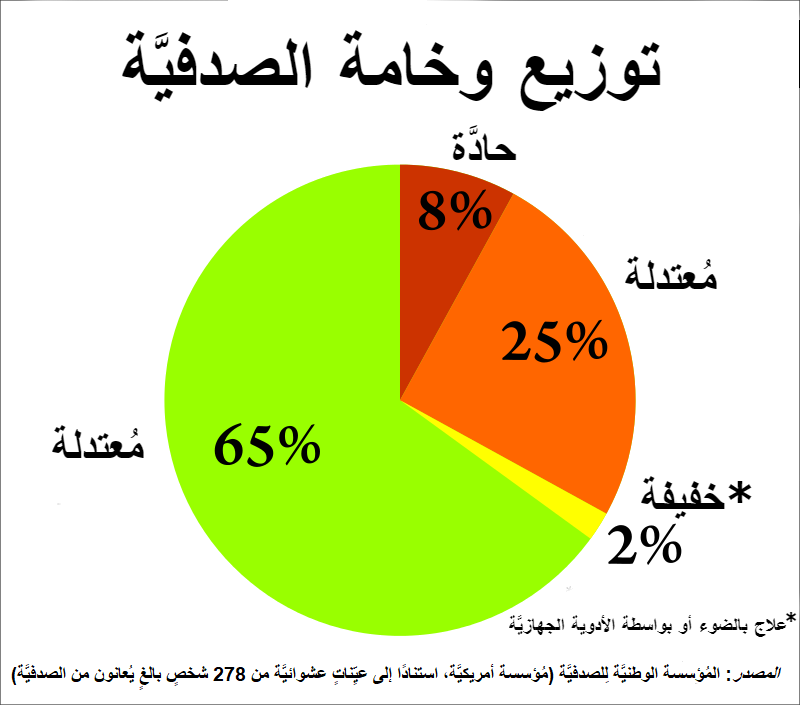
توزيع وخامة الصدفية

لا توافق في الآراء حول كيفية تصنيف درجة وخامة الصدفية. تمّ تعريف الصدفية الطفيفة كنسبة المئوية من مساحة سطح الجسم (BSA) أقل أو تساوي 10، وتكون درجة مؤشر خطورة منطقة الصدفية (PASI) أقل أو تساي 10، ومؤشر جودة حياة الجلد أقل أو تساوي 10. أما الصدفية المتوسطة إلى الشديدة فتكون نسبة مساحة سطح الجسم المصاب أكبر من 10 ومؤشر خطورة منطقة الصدفية أكبر من 10 ومؤشر جودة حياة الجلد أكبر من 10.
أما مؤشر جودة حياة الجلد DLQI فهو أداة تتضمن 10 أسئلة تستخدم لقياس تأثير العديد من الأمراض الجلدية على الأداء اليومي للجلد. يتراوح المقياس في هذا المؤشر بين 0 (الحد الأدنى للاعتلال) إلى 30 (الحد الأقصى للاعتلال)، ويُحسب المقياس بأخذ جميع الإجابات بالاعتبار حيث تعطى كل إجابة من 0 إلى 3 نقاط، وعندما يكون المجموع قيمة مرتفعة فهذا يشير إلى اعتلال أكبر.
مؤشر شدة منطقة الصدفية هو أداة القياس الأكثر استخداماً لتحديد شدة مرض الصدفية. حيث يقيّم هذا المؤشر شدة المرض والمنطقة المصابة ويجمع هذين العاملين في درجة واحدة ذات مقياس من 0 (لا مرض) حتى 72 (الحد الأقصى من المرض). مع ذلك، قد لا يكون استخدام هذا المؤشر عملياً خارج نطاق الأبحاث، ما أدى إلى ظهور محاولات لتبسيط المؤشر حتى يمكن استخدامه سريرياً.

## طرق علاج الصدفية

مخطط سلم علاج الصدفية

لا علاج متاح للصدفية، لكن توجد خيارات علاج عديدة. عادةً ما تستخدم العوامل الموضعية للحالات الخفيفة، والعلاج الضوئي بالأشعة فوق البنفسجية للحالات المعتدلة، والعوامل المجموعية للحالات الشديدة.

### العلاجات الموضعية
تعتبر مستحضرات الكورتيكوستيرويد الموضعية أكثر الأدوية فعاليةً عند استخدامها لمدة 8 أسابيع متواصلة؛ وقد وجد أن الريتينويدات وقطران الفحم ذات فائدة محدودة ولا تتعدى كونها عاملاً إيحائياً معنوياً للعلاج. لوحظت فائدة أكبر للكورتيكوستيرويدات القوية جداً مقارنةً بالكورتيكوستيرويدات القوية.
وجد أن الباريكالسيتولات مثل باريكالسيتول تتفوق على العلاجات البديلة. كما كان العلاج الذي يجمع بين استخدام فيتامين دي والكورتيكوستيرويد كان أفضل من استخدام كل منهما على حدا، كما تفوق فيتامين د على قطران الفحم في علاج الصدفية اللويحية المزمنة.
لعلاج صدفية فروة الرأس، وجدت دراسة مراجعة أجريت عام 2016 أن العلاج المزدوج المكون من نظائر فيتامين د والكورتيكوستيرويد ات الموضعية أو العلاج الأحادي بالكورتيكوستيرويد  يكون أكثر فعالية وأمناً من استخدام نظائر فيتامين د الموضعية وحدها. نظراً لعوامل الأمان المتشابهة بينها والفائدة الأقل للعلاج المزدوج مقارنة بالعلاج الأحادي، يبدو أن العلاج الأحادي بالكورتيكوستيرويد مقبولاً كعلاج على المدى القصير.
تفيد الكريمات المرطبة والمطرّيات مثل الزيوت المعدنية والفازلين وكالسيبوتريول والكريمات المحتوية على اليوريا (عبارة عن مطهّر من الزيت الممزوج بالماء) تفيد في التخلص من لويحات الصدفية. وقد وجد أن بعض المطرّيات أكثر فعالية في إزالة لويحات الصدفية عندما تستخدم مع العلاج بالضوء. لكن، لا تأثير لبعض المطريات في التخلص من اللويحات وقد تحدّ من اللويحات التي يمكن التخلص منها بالعلاج الضوئي. ومثال ذلك المطريات المحتوية على حمض الساليسيليك (وهو مماثل لدواء بابا (PABA)، ويوجد عادةً في الكريمات الواقية من الشمس، ومن المعروف أنه يتداخل مع العلاج بالضوء للصدفية. كما وجد أن استخدام زيت جوز الهند كمطرٍّ في علاج الصدفية يقلل من التخلص من اللويحات في العلاج الضوئي.  قد يساعد وضع الكريمات والمراهم الدوائية مباشرةً على لويحات الصدفية في الحدّ من الالتهاب وإزالة القشرة المتراكمة والحد من تسلخ الجد وتنظيف الجلد المصاب باللويحات. كما يشيع استخدام المراهم والكريمات المحتوية على كورتيكوستيرويد أو ديثرانول أو قطران الفحم (مثل ديسوكسيميتازون) وفلوسينونيد ونظائر باريكالسيتول3 وريتينويدات. تستخدم أطراف الأصابع في تحديد مقدار العلاج الموضعي الذي يجب استخدامه.)
قد يكون الباريكالسيتول مفيداً مع الإستيرويد؛ لكنه إن استخدم بمفرده يكون معدل الآثار الجانبية أعلى. قد يُسمح باستخدام مقدار أقل من الإسترويدات.
ثمة علاج موضعي آخر يُستخدم لعلاج الصدفية وهو العلاج بالاستحمام بالمياه المعدنية، ويتضمن ذلك عمل حمامات يومية في البحر الميت. ويجري ذلك عادةً مدة 4 أسابيع مع الاستفادة من التعرض للشمس على وجه التحديد الأشعة فوق البنفسجية. هذا العلاج مرتفع التكاليف وقد رُوِّج له أنه طريقة فعالة لعلاج الصدفية دون استخدام الأدوية. يسجل انخفاض مؤشر انتشار وشدة الصدفية أكثر من 75% وتلاحظ انخفاض في شدة المرض لعدة أشهر. في هذا العلاج قد تكون الأعراض خفيفة مثل الحكة والالتهاب الجريبي وحروق الشمس وتبكل الجلد وقد ذكرت مخاطر نظرية ترتبط بسرطان الجلد أو الميلانوما. لكن، توصلت دراسات حديثة إلى أنه لا يبدو أن زيادة خطر الإصابة بالأورام الميلانينية تزيد على المدى الطويل. لكن البيانات بخصوص سرطان الجلد غير الميلانومي غير محسومة، لكنها تدعم فكرة أن العلاج يرتبط بزيادة خطر حدوث أشكال حميدة من إصابات الجلد من أشعة الشمس مثلاً، على سبيل المثال لا الحصر، تَنكُّسُ النَّسِيْجِ المَرِن السَّفْعِيّ والبقعة الكبدية. يعتبر العلاج بالاستحمام في مياه البحر الميت فعالاً لالتهاب المفاصل الصدفي.

### المعالجة الضوئية بالأشعة فوق البنفسجية
استخدم العلاج بالضوء المتمثل بأشعة الشمس لعلاج الصدفية منذ فترة طويلة. الأشعة فوق البنفسجية ذات الطول الموجي بين 311-313 نانومتر هي الأكثر فعالية، وقد تمّ تطوير مصابيح خاصة لهذه الغاية. يجب التحكم بفترة التعرض للأشعة لتجنّب الإفراط في التعرض وحرق الجلد. يجب أن تكون مصابيح الأشعة فوق البنفسجية بمؤقّت ليعمل على إيقاف تشغيل المصباح عندما ينتهي الوقت. وتُحدد كمية الضوء المستخدمة حسب نوع جلد المصاب. يشار إلى أن زيادة معدلات الإصابة بالسرطان جراء المعالجة تبدو قليلة. أثبت العلاج بالأشعة فوق البنفسجية ضيقة النطاق فعالية مماثلة للعلاج بالسورالين والأشعة فوق البنفسجية. أجري تحليل وصفي عام 2013، لم يجد فرقاً في الفعالية بين هاتين الطريقتين في علاج الصدفية، لكن العلاج بالأشعة فوق البنفسجية ضيقة النطاق يكون أكثر ملائمة بالعادة.

من المشاكل التي تحيط باستخدام العلاج الضوئي السريري صعوبة الوصول لهذا العلاج بالنسبة للعديد من المرضى. حيث لا تتوفر مصادر العلاج الضوئي السريري دائماً خاصةً بعدم توفّر أخصائي أمراض جلدية متخصص بالعلاج بالضوء. يستخدم العديد من الأشخاص التسمير في العيادات كعلاج للصدفية؛ لكن ثمة قلق بشأن استخدام أجهزة التسمير التجارية التي تطبق جرعات من الأشعة فوق البنفسجية أساسًا. وجدت إحدى الدراسات أن الصدفية اللويحية تستجيب لجرعات الحمامى سواء كانت UVA  أو 
UVB، لأن التعرض لأي منهما يسبب تبدد لويحات الصدفية. وتتطلب المزيد من الطاقة للوصول إلى جرحات الحمامى باستخدام UVA.
ثمة آلية رئيسية للعلاج بالأشعة فوق البنفسجية ضيقة النطاق وهي تحريض تدمير الحمض النووي الريبوزي منقوص الأكسجين بصورة مثنويات البيريميدين. هذا النوع من العلاج الضوئي مفيد في علاج الصدفية لأن تكوين هذه الجزيئات الثنائية (دايمرات) يتداخل مع دورة الخلية ويوقفها. وإيقاف دورة حياة الخلية بفعل الأشعة فوق البنفسجية ضيقة النطاق يقاوم الانقسام السريع لخلايا الجلد في حالة الصدفية. جرى التثبت من نشاط العديد من أنواع الخلايا المناعية الموجودة في الجلد نشاطًا فعالًا بالعلاج بالأشعة فوق البنفسجية ضيقة النطاق. أما الأثر الجانبي الأكثر شيوعاً على المدى القصير لهذا النوع من العلاجات فهو احمرار الجلد؛ في حين أن الأثر الجانبي الأقل شيوعاً فهو تبثر الجلد المعالَج، وتهيّج العينين ويتمثّل في التهاب الملتحمة أو التهاب القرنية، وقد يحدث هربس الشفة بسبب إعادة تنشيط فيروس الهربس البسيط في الجلد المحيط بالشفتين. عادة ما تحمى العينين أثناء العلاج بالضوء.

### العوامل المجموعية (الجهازية)

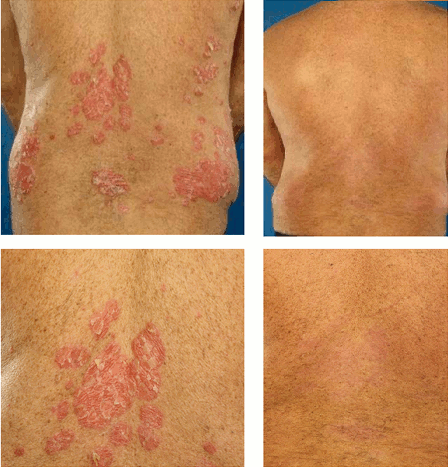
صور لمريض بالصدفية (والتهاب المفاصل الصدفي) بعد 8 أسابيع من بعد العلاج بالإنفليكسيماب.

```
يمكن علاج مقاومة الصدفية 
للأدوية الموضعية
 
والعلاج بالضوء
 بعلاجات جهازية تتضمن 
أدوية
 تعطى بالفم أو 
الحقن
.
[
78
]
 يجب إجراء 
تحليل دم
 
واختبارات وظائف الكبد
 بانتظام للأشخاص الذين يخضعون للعلاج الجهازي للتحقق من وجود تسمم بالدواء.
[
78
]
 يجب تجنّب 
الحمل
 في حالات العلاجات هذه. ويعاني غالبية المرضى من عودة الصدفية بعد توقف العلاج الجهازي.
```

تتضمن العلاجات الجهازية غير البيولوجية المستخدمة كثيراً لعلاج الصدفية وميثوتركسيت وسيكلوسبورين وهيدروكسي يوريا وأحماض الفوماريك كثنائي ميثيل فوماريت وريتينويد. الميثُوتْريكْسات والسايكلوسبورين هي أدوية لكبت المناعة؛ أما الريتينويدات فهي أشكال اصطناعية من فيتامين ألف. تعتبر هذه العوامل أيضاً كعلاجات خط أول لاحمرار الجلد الصدفي. لا ينبغي استخدام الكورتيكوستيرويدات التي تعطى بالفم، لأنها تزيد من شدة الصدفية بعد التوقف عن تناولها.
المستحضرات الدوائية الحيوية هي بروتينات مصنّعة تعيق العملية المناعية المرتبطة بالصدفية. على عكس العلاجات الدوائية المثبطة للمناعة مثل الميثوتريكسيت، تستهدف الأدوية البيولوجية جوانب محددة للجهاز المناعي المرتبط بالصدفية. يمكن تحمّل هذه الأدوية على نحو جيد بشكلٍ عام، وقد أظهرت بيانات النتائج المحدودة طويلة الأمد أن الأدوية البيولوجية آمنة الاستخدام على المدى الطويل في حالات الصدفية اللويحية المعتدلة إلى الشديدة. مع ذلك، وبسبب عملها المثبط للمناعة، ارتبطت الأدوية البيولوجية بزيادة طفيفة لخطر الإصابة.
تعتبر الأدلة الموجزة الأدوية البيولوجية كخيار علاج ثالث للصدفية اللويحية تستخدم عقب الاستجابة غير الكافية للعلاج الموضعي والعلاج الضوئي والعلاجات الجهازية غير البيولوجية. لم تُقيّم سلامة الأدوية البيولوجية أثناء الحمل. توصي التوجيهات الأوروبية بتجنب هذه الأدوية إذا أرادت المصابة الحمل؛ كما لا ينصح بتناول العلاجات المضادة لـ TNF كالإنفليكسماب لعلاج النواقل المزمنة لفيروس التهاب الكبد ب أو للأشخاص المصابين بفيروس العوز المناعي البشري.
تستهدف العديد من الأجسام المضادة وحيدة النسيلة جزيئات السيتوكينات، وهي الجزيئات التي تستخدمها الخلايا لإرسال إشارات التهابية لبعضها البعض. عامل نخر الورم ألفا هو أحد السيتوكينات الأساسية المنفذة للالتهابات. طُوِّرت أربع أدوية مضادة للأجسام المضادة وحيدة النسيلة (MAbs) (إنفليكسيماب، أداليموماب، غوليموماب، سرتوليزوماب بيغول) ومستقبلة TNF-α  مأشوبة خادعة (وهي إيتانرسبت)، ولذلك لكبح إشارات TNF-α. طوّرت أجسام وحيدة النسيلة إضافية، مثل  إيكسيكيزوماب ضد السيتوكينات الداعمة للالتهابات، وتمنع المسار الالتهابي عند نقطة تختلف عن الأجسام المضادة لـTNF-α.  عام 2017، وافقت إدارة الغذاء والدواء (الولايات المتحدة) على استخدام دواء غيسيلكوماب للصدفية اللويحية. ثمة دراسات قليلة أجريت حول فعالية الأدولية المضادة لـTNF لعلاج صدفية الأطفال. تقترح إحدى الدراسات العشوائية أن العلاج لمدة 12 أسبوعاً بإيتانيرسيبت قلل من انتشار الصدفية لدى الأطفال دون أي آثار ضارة دائمة.
ثمة نوعان من الأدوية التي تستهدف الخلايا التائية وهما إيفاليزوماب وأليفاسبت. الإيفاليزوماب هو جسم مضاد أحادي النسيلة يستهدف بشكلٍ خاص الوحدة الفرعية CD11a من  LFA-1.  كما أنه يمنع الجزيئات اللاصقة على خلايا البطانة الغشائية التي تشكّل الأوعية الدموية والتي تجذب الخلايا التائية. سحبت الشركة الصانعة دواء الإيفاليزوماب من السوق الأوروبية في شهر شباط (فبراير) 2009 ومن السوق الأمريكية في حزيران (يونيو) 2009 بسبب ارتباط الدواء بحدوث حالات اعتلال بيضاء الدماغ متعدد البؤر المترقي. أما الأليفاسيب فهو أيضاً يمنع الجزيئات التي تستخدمها الخلايا الجذعية من الارتباط بالخلايا التائية ويحفّز الخلايا الفاتكة الطبيعية على قتل الخلايا التائية كوسيلة للتحكّم بالالتهاب؛ لكن يمكن أيضاً استخدام الأبريميلاست.
قد يطوّر الأفراد المصابون بالصدفية تحييداً ضد الأجسام المضادة وحيدة النسيلة. يحدث التحييد عندما يمنع جسم مضاد للأدوية جسماً مضاداً أحادي النسيلة كالإنفليكسماب من توليد الجسم المضاد في فحص مخبري. تحديداً، يحدث التحييد عندما يرتبط الجسم المضاد للأدوية بالجسم المضاد أحادي النسيلة في الإنفليكسيماب بدلاً من ارتباطه بـ TNF-α. عندما لا يرتبط الإنفليكسيماب بعامل نخر الورم ألفا، فإنه لا يعمل بعد ذلك على الحد من الإلتهاب، وقد تتفاقم الصدفية. لم يُبلغ عن وجود أجسام مضادة محايدة ضد إيتانرسبت، وهو دواء بيولوجي يتكون من بروتين اندماج من مستقبلي TNF-α. قد يكون نقص تحييد الأجسام المضادة ضد إيتانرسبت ثانوياً لوجود مستقبل TNF-α، وتطوير تحمل مناعي.
وجد تحليل-وصفي أجري عام 2017 أن الإيكسيكسزوماب والسيكوكينوماب والبرودالوماب، والغوسيلكوماب والسيرتوليزوماب والأوستيكينوماب كانت الأكثر فعالية من بين الأدوية البيولوجية المستخدمة لعلاج الصدفية. وجد عمومًا أن الأدوية البيولوجية مضاد-IL17 ومضاد-IL12/23 ومضاد-TNF ألفا أكثر فعالية من العلاجات الجهازية التقليدية. تشمل المسارات المناعية للصدفية الخلايا اللمفاوية TH-9 وTH-22 وTH-17 وTH-1، والعوامل البيولوجية المعيقة  المختلفة لهذه المسارات.
من العلاجات الأخرى التي توصف للحالات المتوسطة إلى الشديدة حمض الفوماريك وقد يكون له تأثير مشابه لفعالية الميثوتركسيت.

### الجراحة
ثمة دلائل محدودة تشير إلى أن استئصال اللوزتين قد يفيد الأشخاص الذين يعانون من الصدفية اللوحية المزمنة، والصدفية النقطية والصدفية الراحيّة الأخمصية.

### التغذية
أفادت دراسات غير خاضعة للرقابة أن الأفراد المصابين بالصدفية أو التهاب المفاصل الصدفي قد يستفيدون من اتّباع نظام غذائيٍ مكمّل يتضمن زيت السمك الغني بحمض الإيكوسابنتاينويك (EPA) وحمض الدوكوساهكساينويك (DHA). تتضمن توصيات النظام الغذائي استهلاك أسماك المياه الباردة (يفضل الأسماك في الطبيعة وليس المستزرعة) كالسلمون والرنجة والماكريل، إضافة لزيت الزيتون البكر الممتاز والبقوليات والخضراوات والفواكة والحبوب الكاملة، وتجنّب تناول الكحول واللحوم الحمراء ومنتجات الألبان. لكن تأثير استهلاك الكافيين (بما فيه القهوة والشاي الأسود ومبيض القهوة والشوكولاته الداكنة) لم يتحدد بعد.
تكون نسبة الإصابة بداء بطني أكبر لدى الأشخاص المصابين بالصدفية. عند اتباع نظام غذائي خال من الغلوتين، فإن شدة المرض تقل عموماً لدى الأشخاص المصابين بداء بطني والأشخاص الذين يعانون من أجسام مضادة للغليادين.

## سير المرض
لا يعاني معظم المصابين بالصدفية أكثر من آفات جلدية خفيفة يمكن علاجها بفعالية باستخدام العلاجات الموضعية.
من المعروف أن للصدفية تأثيرٌ سلبي على طبيعة حياة الشخص المصاب وأفراد أسرته. وفقاً لشدة المرض ومواقع تفشّيه، قد يواجه الأفراد ازعاجاً جسدياً كبيراً وبعض الإعاقة. فقد تتداخل الحكة والألم مع الوظائف الأساسية كالرعاية الذاتية والنوم. تصبح المشاركة في الأنشطة الرياضية وممارسة بعض المهن صعبة لأولئك المصابين باللويحات على أيديهم وأرجلهم. وتكون اللويحات التي تتكون على فروة الرأس محرجة بشكلٍ خاص، ويُخلط بينها وبين قشرة الشعر خطأً.
وقد يشعر المصابون بالصدفية بمشاعر ذاتية حول مظهرهم وتتكون لديهم صورة سيئة عن أنفسهم تنبع من الخوف من رفض الناس لهم إضافة لمخاوف نفسية جسدية. ترتبط الصدفية بتدني احترام الذات وحالات الاكتئاب بين المصابين. وغالباً ما يشعر الأشخاص الذين يعانون من الصدفية بالتحامل ضدهم بسبب الاعتقاد الخاطئ الشائع بأن الصدفية مرضٌ معدٍ. وقد يسبب الضيق النفسي دلائل على اضطراب اكتئابي وعزلة اجتماعية؛ وتعتبر نسبة التفكير بالانتحار مرتفعة لدى مصابي الصدفية. توجد العديد من الأدوات لقياس جودة حياة مرضى الصدفية والاضطرابات الجلدية الأخرى. تشير الأبحاث السريرية إلى أن مرضى الصدفية يواجهون عادةً تدني في نوعية الحياة. كما يواجه الأطفال المصابين حالات من التنمر.
ترتبط العديد من الحالات المرضية بالصدفية. وتحدث هذه الحالات عادةً لدى كبار السن. يعاني نحو نصف مرضى الصدفية الذين تزيد أعمارهم عن 65 عاماً من ثلاثة أمراض مشتركة على الأقل (حالات تحدث مع بعضها)، ويحدث لدى ثلثي هؤلاء اعتلالين مشتركين على الأقل.

### أمراض أخرى
تزيد معدلات داء كرون والتهاب القولون التقرحي لدى مرضى الصدفية مقارنة بغير المصابين، بمعدل 3.8 و7.5 على التوالي. كما يكون خطر الإصابة بداء بطني أكبر لدى الأشخاص الذين يعانون من الصدفية. درست بعض الدراسات تقييم ارتباط التصلب المتعدد بالصدفية، وشُكّك في وجود علاقة بينهما. ارتبطت الصدفية بزيادة نسبتها 16% في الخطر النسبي للإصابة بسرطان غير الجلد. تزيد نسبة الإصابة بسرطان الرئة لدى المصابين بالصدفية بنسبة 52%، وزيادة بنسبة 205% في خطر الإصابة بسرطان المريء وزيادة بنسبة 31% من خطر الإصابة بمرض بولي، و90% زيادة بخطر الإصابة بسرطان الكبد، و46% زيادة في خطر الإصابة بسرطان البنكرياس. يزداد خطر الإصابة بسرطانات الجلد غير الميلانينية أيضاً. تزيد الصدفية من خطر الإصابة بسرطان الجلد حرشفي الخلايا بنسبة 431% ويزيد خطر الإصابة بسرطان الخلايا القاعدية بنسبة 100%. لا خطر متزايد من الإصابة بورم ميلانيني يرتبط بالصدفية.

## من الناحية الوبائية (الانتشار)
يقدر بأن نحو 2-4% من سكان العالم الغربي مصابون بالصدفية. يختلف معدل الإصابة بالصدفية حسب العمر والمنطقة والعِرق، وتلعب مجموعة من العوامل البيئية والورائية دوراً في هذه الاختلافات. قد تصيب الصدفية الإنسان في أي عمر، على الرغم من أنها تظهر لأول مرة بين الأشخاص بأعمار بين 14 و25 عاماً. إلا أن نحو ثلث الأشخاص المصابين بالصدفية قد شُخِّصوا قبل سن العشرين. تصيب الصدفية كلا الجنسين على حدٍ سواء بنسب متساوية.
تصيب الصدفية نحو 6.7 شخص أمريكي وتنتشر أكثر لدى البالغين.
الأشخاص المصابون بأمراض الأمعاء الالتهابية كداء كرون أو التهاب القولون التقرحي هم أكثر عرضة لخطر الإصابة بالصدفية. كما أن الصدفية أكثر شيوعاً في الدول الأبعد عن خط الاستواء. والأشخاص من أصل أوروبي أبيض هم الأكثر عرضةً للإصابة بالصدفية، والصدفية غير شائعة نسبياً بين الأمريكيين من أصل أفريقي وغير شائعة البتة لدى الأمريكيين الأصليين.

## التاريخ
يعتقد العلماء أن الصدفية أدرجت من الأمراض الجلدية المختلفة المسمّاة «تزارات» (وترجمتها «الجذام») في الإنجيل اليهودي (التناخ)، وهي حالة فرضت كعقوبة على الواشين. فقد اعتبر المريض «نجساً» خلال فترة الإصابة وكان يعالجه في نهاية المطاف الحاخام. لكن من المرجح أن هذا الالتباس قد نشأ من استخدام نفس المصطلح اليوناني لوصف الحالتين. فقد استخدم اليونانيون المصطلح «ليبرا λεπρα» لحالات الجلد المتقشر. واستخدموا المصطلح «سورا psora» لوصف حالات حكة الجلد. أصبحت الصدفية تعرف بـ«جذام ويلان» في أواخر القرن الثامن عشر عندما ميّز طبيبا الجلد الإنجليزيان روبرت ويلان وتوماس بيتمان بين أمراض الجلد المختلفة. وقد ميّزا الجذام بأن شكله عبارة عن بقع دائرية منتظمة في حين أن الصدفية لا تكون منتظمة.
يعتقد بأن الصدفية وُصفها أول مرة في روما القديمة آولوس كورنيليوس سلزوس. وقد وصف طبيب الأمراض الجلدية توماس بيتمان وجود رابط محتمل بين الصدفية وأعراض التهاب المفاصل عام 1813.
حفل تاريخ الصدفية بالعديد من العلاجات المريبة وذات السمية العالية، ففي القرنين الثامن عشر والتاسع عشر، استخدم محلول فاولر، والذي كان يحتوي على نسبة من الزرنيخ اللاعضوي السام والمسرطن، من قبل أطباء الأمراض الجلدية علاجاً لمرض الصدفية. كما استخدم الزئبق لعلاج الصدفية خلال هذه الفترة. كما كان اليود والكبريت والفينول من العلاجات الشائعة لمرضى الصدفية خلال هذا العصر، حيث كان يعتقد (اعتقاداً خاطئاً) أن الصدفية مرضٌ معدٍ. أما قطران الفحم، فقد استخدم على نطاقٍ واسع مع تشعيع الأشعة فوق البنفسجية كعلاجٍ موضعي في أوائل القرن العشرين. خلال الفترة نفسها عولجت حالات التهاب المفاصل الصدفي بمستحضرات الذهب بنفس طريقة علاج التهاب المفاصل الروماتويدي. استُبدلت هذه العلاجات جميعها بالعلاجات الموضعية والجهازية الحديثة.

### أصل التسمية
تتميز الصدفية بظهور بقع حمراء، مغطّاة بقشور بيضاء فضيه اللون ولامعة، شبيهة بصدف البحر، لهذا يسمى المرض باللغة العربية “الصدفية”
باللغة الإنجليزية، صدفية تعني "psoriasis"، وهذه الكلمة مشتقة الكلمة اليونانية "ψωρίασις" والتي تعني «حالة حكّة»، أو «مصاب بالحكّة». تتكون هذه الكلمة من جزئين psora وتعني «حكة» و-iasis وتعني «فعل أو حالة».

## المجتمع والثقافة
الاتحاد الدولي لجمعيات الصدفية (IFPA) هو منظمة عالمية شاملة لجميع رابطات وجمعيات مرضى الصدفية المحلية والإقليمية، ويجمع أيضاً الخبراء البارزي في أبحاث الصدفية والتهاب المفاصل الصدفي الذين يقدمون أبحاثهم للمؤتمرات العلمية كل ثلاث سنوات. أما شبكة الصدفية الدولية، فهي برنامج تابع لمؤسسة رينيه تورين، وتجمع أطباء الأمراض الجلدية وطب الروماتزم وغيرهم من مقدمي الرعاية المشاركين في برامج إدارة الصدفية.
كما تقدم مؤسسة الصدفية الوطنية في الولايات المتحدة وهي منظمة غير ربحية ورابطة مرض الصدفية في المملكة المتحدة ورابطة مرض الصدفية في أستراليا الدعم والتعليم عن مرض الصدفية في دولهم.
كما توجد بعض الجمعيات التي تُعنى بمرضى الصدفية في الوطن العربي، كالجمعية الوطنية لمرضى الصدفية في الجزائر وجمعية أصدقاء مرضى الصدفية في مصر، وغيرها.

### التكاليف
تقدّر التكلفة السنوية لعلاج مرضى الصدفية في الولايات المتحدة بنحو 32.5 مليار دولار، منها نحو 12.2 مليار دولار كتكاليف مباشرة، أهم أنواع هذه التكاليف المباشرة نفقات العلاجات الصيدلانية والأدوية، فالعلاج البيولوجي هو الأكثر انتشاراً. تزداد هذه التكاليف بشكلٍ كبير عند الأخذ بالحسبان الحالات المصاحبة للمرض كأمراض القلب وارتفاع ضغط الدم والسكري وأمراض الرئة والاضطرابات النفسية. وتقدّر النفقات المرتبطة بانتشار المرض بنحو 23,000 دولار لكل مريض سنوياً.

## الأبحاث
لا يزال دور مقاومة الإنسولين في التسبب بالصدفية قيد الدراسة والتحقق حتى الآن. اقترح بحثٌ أوليٌ أن مضادات الأكسدة كمتعددات الفينول قد يكون لها آثار مفيدة على خصائص التهاب الصدفية.
تستهدف العديد من الأدوية الجديدة التي تجرى حولها الأبحاث محور Th17\إنترلوكين 23 وحدة ألفا تحديداً مثبطات IL-23p19 حيث يوجد IL-23p19 بتركيزات متزايدة في آفات الجلد الصدفية، ويسهم في ذات الوقت بالحماية من الالتهابات الانتهازية بدرجة أقل. كما كانت أنواع أخرى من السايتوكينات كإنترلوكين 17 وإنترلوكين 22 هدفاً للتثبيط وذلك لأنها تلعب أدواراً مهمة في التسبب في الصدفية. ركّزت أبحاث أخرى على استخدام مثبطات عامل نمو بطانة الأوعية الدموية تايروسين كينيز لعلاج الصدفية. من العوامل الفموية التي يُبحث حولها عن بدائل للأدوية التي تعطى بالحقن مثبطات جانوس كيناز ومثبطات كيناز البروتين C ومثبطات بروتين كيناز منشط بالميتوجين ومثبطات فوسفوديستريز4؛ وقد أثبتت فعاليتها جميعاً في مختلف التجارب السريرية في المرحلتين 2 و3. على كلٍ، فإن لهذه العوامل آثار جانبية شديدة محتملة  بسبب آلياتها المثبطة للمناعة.

## انتشار المرض
تتراوح نسبة انتشار الصداف في دول العالم الغربي ما بين 2-4% من السكان. وتختلف نسبة الانتشار وفقًا للسنّ، والجنس، والمنطقة، والعرق؛ ويُعتقد أن مجموعة من العوامل البيئية والوراثية هي المسؤولة عن هذه الاختلافات. وقد يصيب الصُداف الانسان في أي جيل، رغم أن الأكثر شيوعًا أن يحدث للمرة الأولى بين سن الـ 15 والـ 25 عامًا، حيث شُخِّص نحو ثُلث مرضى الصداف قبل سن الـ 20. يصيب الصداف كلا الجنسين على حد سواء.
يتواجد الأشخاص الذين يعانون من داء الأمعاء الالتهابي مثل داء كرون أو التهاب القولون التقرحي في خطر مرتفع للإصابة بمرض الصُداف. نسبة مرض الصداف مرتفعة أكثر في بلدان بعيدة عن خط الاستواء. الأشخاص من أصول بيضاء أوروبية هم أكثر عرضة للإصابة بمرض الصداف، أما إصابة الأشخاص الأمريكيون الأفارقة فهي غير شائعة نسبيًا، وأما إصابة الأشخاص السكان الأصليون في الولايات المتحدة (الهنود الحمر) فهي نادرة جدًا.